# Tulipa Ruiz
Tulipa Roiz Chagas (Santos, 19 de outubro de 1978) é uma cantora, compositora e ilustradora brasileira.
Participou de shows como DonaZica, Trash Pour 4, Júnio Barreto, Ortinho, Projeto Cru, Na Roda, Tiê, Nhocuné Soul e Cérebro Eletrônico. Fez desenhos para livros infantis, agendas, capas de discos e cartazes de shows. Interessa-se por gravações em campo, texturas, ruídos, bordados e cantigas de ninar.

## Carreira
Tulipa contou em entrevista à Revista da Gol (edição de junho de 2010) que recebeu seu nome por causa do filme A Tulipa Negra. Nascida em Santos, morou até os três anos de idade em São Paulo. Após a separação dos pais, mudou-se com a mãe Graziella e o irmão Gustavo Ruiz, para São Lourenço, em Minas Gerais. Seu pai Luiz Chagas, é jornalista e músico do Isca de Polícia, banda que acompanhava Itamar Assumpção. Na adolescência, com a influência do ambiente musical da família, trabalhou numa loja de discos da cidade. Saiu de Minas Gerais aos 22 anos para cursar Comunicação e Multimeios na Pontifícia Universidade Católica de São Paulo (PUC-SP).
Depois que voltou para a capital paulista, trabalhou quase dez anos como jornalista. Quando estudava na PUC, em São Paulo, Tulipa participou de várias bandas e projetos, até que em um show do Pochete Set (banda formada por Tulipa, Luiz Chagas e Gustavo Ruiz), o jornalista Ronaldo Evangelista gostou do que viu e convidou Tulipa para fazer uma apresentação solo. Então vieram as canções que o irmão registrou em seu estúdio caseiro e ela publicou no Myspace. Em dezembro de 2008 decidiu sair da Agência de Comunicação em que trabalhava para ficar três meses compondo com o irmão e ilustrando. Então foi convidada para o Festival da Trama, no Teatro Oficina.
Fez seu primeiro show solo em 2009 no Teatro Oficina, depois, Prata da Casa no SESC Pompeia, colecionando elogios da crítica, inclusive do conceituado produtor musical Nelson Motta, e gravou seu primeiro disco, Efêmera.
Efêmera saiu no final de maio de 2010 e rapidamente conquistou a crítica e público. Suas canções foram descritas como "sutis e poeticamente diretas, cheias de arranjos simples e melodias doces e circulares embaladas pela voz única de Tulipa" pelo site Vírgula. Regis Tadeu, escrevendo para o Yahoo!, chamou a cantora de "um dos grandes destaques da nova geração de cantoras brasileiras, ela vem se tornando um exemplo de como uma grande voz pode propiciar um belo show". O disco foi eleito o Melhor do Ano pela Rolling Stone Brasil.
Tulipa ganhou espaço no cenário musical brasileiro. Fez uma temporada com Marcelo Jeneci e cantou com cantoras como Zélia Duncan. Tem em seu primeiro álbum participações de Tiê, Anelis Assumpção, Donatinho, Kassin, Thalma de Freitas, Juliana Kehl, Céu e Mariana Aydar.
Construiu o que chama de "pop florestal" - metade de São Paulo, metade de Minas Gerais, com composições próprias, do pai e do irmão, o guitarrista Gustavo Ruiz.
Sua canção "Efêmera" faz parte da trilha sonora do jogo FIFA 11, da EA Sports.
No segundo semestre de 2011, realiza turnê na Europa.
Em julho de 2012, saí a faixa “É”, primeiro single de seu próximo álbum Tudo Tanto, lançado ao final do mesmo mês, com participações de Lulu Santos, Criolo e Kassin. A turnê iniciou em 30 de agosto, no Teatro Castro Alves, em Salvador.
Em julho de 2013, se apresenta na 47ª edição do famoso festival de Montreux, na Suíça.
Em fevereiro de 2014, lança o single “Megalomania”, gravada no estúdio El Rocha e masterizada no Sterling Sound, em Nova Iorque.
Em maio de 2014, se apresenta na Virada Cultural, em São Paulo.
Em junho de 2014, lança pela Pommelo Distribuições o compacto Tulipa Remixes, com versões para “Aqui” (remix de Rica Amabis e participação de BNegão) e “Víbora” (remix de Daniel Ganjaman).
Em maio de 2015, Tulipa Ruiz lançou seu terceiro álbum de estúdio intitulado Dancê, no qual se baseia num som pop mais dançante. O álbum teve participações do cultuado pianista João Donato e do guitarrista paraense Felipe Cordeiro. O primeiro single do álbum foi "Proporcional”, lançado no mês anterior. O álbum foi indicado ao Grammy Latino e saiu vencedor na categoria de "Melhor Álbum de Pop Contemporâneo Brasileiro".
Em novembro de 2015, se apresenta no 5° Festival Natura Musical, no Rio de Janeiro, que teve atrações como Chico César, Marcelo Jeneci, Emicida e Gal Costa.
No final de 2015, lança com Marcelo Jeneci o clipe da canção "Dia a Dia, Lado a Lado" e anunciam turnê conjunta para o ano seguinte.
Em junho de 2016, participa do show de Criolo no festival João Rock.
Em maio de 2017, se apresenta na 19ª edição do Festival Bananada, em Goiânia.
Em agosto de 2017, se apresenta no Coala Festival, em São Paulo.
Em outubro de 2017, sai “Game”, faixa que integra o próximo disco, chamado Tu. Tu, quarto álbum de Tulipa, foi lançado em novembro de 2017 em CD, LP e em edição digital, apresentando cinco músicas inéditas em nove faixas, onde as outras quatro músicas são releituras de composições lançadas pela artista nos três álbuns anteriores.
Em agosto de 2019, se apresenta com João Donato na 21ª edição do Festival Bananada, em Goiânia.
Em agosto de 2022, o álbum audiovisual Efêmera remix, filmado na Casa Modernista, na cidade de São Paulo, em novembro de 2020, em plena pandemia. O álbum de regravações deu nova forma a músicas como "Só sei dançar com você" (BaianaSystem), "Pedrinho" (alvo de remixes de Kassin e de Indrha), "Brocal dourado" (Pupillo) e "Efêmera" (Stéphane San Juan & Laurent Griffon).
Em setembro de 2022, lança o single "Samaúma", que fez parte do novo álbum. Produzido durante a pandemia e lançado em outubro de 2022, Habilidades Extraordinárias é seu quinto disco de estúdio. Em 2023, foi indicado ao Grammy Latino na categoria "Melhor Álbum de Rock ou Música Alternativa em Língua Portuguesa".
Em março de 2024, se apresenta no festival Lollapalooza Brasil, em São Paulo.
No primeiro semestre de 2024, ao lado dos músicos Alexandre Orion, Rica Amabis e Gustavo Ruiz, cria o projeto TRAGO, que lança o single "Porvir".

### Influências
Tulipa contou que foi um concerto da cantora norte-americana Meredith Monk que mudou sua vida:
"Fiquei absolutamente embasbacada quando assisti ao concerto Impermanência, da criadora de óperas contemporâneas Meredith Monk. Como se quarenta mil fichas sobre espiritualidade, canto, respiração e amadurecimento tivessem caído ali na minha frente. Chorei de atrapalhar o colega do banco ao lado. Foi um rito de passagem para mim. O jeito que Meredith explora a voz, rompendo a barreira entre canto e palavra, me comoveu e fortaleceu. Aprendi que o palco é um lugar sagrado, de poder e experimentação. Foi lindo entender isso."
Tulipa conta que aprendeu a cantar ouvindo cantoras/compositoras como Joni Mitchell, Gal Costa, Ná Ozzetti, Zezé Motta, Baby Consuelo e Joyce.

## Discografia[47]

### Participações
- Nando Reis - Jardim-Pomar, na faixa "Azul de Presunto" (2016)[48]

## Desenho
Tulipa desenvolve trabalhos com desenhos, tendo feito o design da capa de seu primeiro álbum. No tumblr "Ateliê da Tulipa" expõe vários de seus trabalhos.
No encarte do CD, há tulipas desenhadas por amigos e familiares, entre eles Rômulo Fróes, Karina Buhr e Ná Ozzetti.
Também começou a transformar desenhos inspirados nas músicas delas em estampas de camisetas. Aos poucos, criou a grife Brocal, marca batizada em homenagem ao hit "Brocal Dourado", com uma plataforma online de vendas que conta com camisetas, regatas, vestidos e moletons.

## Prêmios e indicações
| Ano  | Prêmio                                | Categoria                                                       | Trabalho                        | Resultado |
| ---- | ------------------------------------- | --------------------------------------------------------------- | ------------------------------- | --------- |
| 2010 | Melhores de 2010 Folha de S.Paulo     | Melhor Show                                                     | Tulipa Ruiz                     | Indicado  |
| 2010 | Melhores de 2010 Folha de S.Paulo     | Melhores Álbuns                                                 | "Efêmera"                       | Indicado  |
| 2011 | Prêmio Multishow de Música Brasileira | Artista Revelação                                               | Tulipa Ruiz                     | Indicado  |
| 2011 | Prêmio Multishow de Música Brasileira | Melhor Cantora (júri especializado)                             | Tulipa Ruiz                     | Venceu    |
| 2011 | MTV Video Music Brasil                | Banda ou Artista Revelação                                      | Tulipa Ruiz                     | Indicado  |
| 2012 | Prêmio Multishow de Música Brasileira | Novo Hit (Júri Especializado)                                   | "Dois Café"                     | Indicado  |
| 2012 | Prêmio Multishow de Música Brasileira | Novo Hit (Júri Especializado)                                   | "É"                             | Indicado  |
| 2012 | Prêmio Multishow de Música Brasileira | Música Compartilhada (Júri Especializado)                       | "Tudo Tanto"                    | Indicado  |
| 2012 | Prêmio Multishow de Música Brasileira | Melhor Disco (Superjúri)                                        | "Tudo Tanto"                    | Venceu    |
| 2012 | Troféu APCA                           | Melhor Álbum                                                    | "Tudo Tanto"                    | Venceu    |
| 2013 | Prêmio Contigo! MPB FM de Música      | Melhor Álbum POP                                                | "Tudo Tanto"                    | Venceu    |
| 2015 | Prêmio Multishow de Música Brasileira | Melhor Disco (Superjúri)                                        | "Dancê"                         | Indicado  |
| 2015 | Prêmio Multishow de Música Brasileira | Nova Canção (Superjúri)                                         | "Cartão de Visita" (com Criolo) | Indicado  |
| 2015 | Prêmio Multishow de Música Brasileira | Nova Canção (Superjúri)                                         | "Proporcional"                  | Indicado  |
| 2015 | Grammy Latino                         | Melhor Artista Revelação                                        | Tulipa Ruiz                     | Indicado  |
| 2015 | Grammy Latino                         | Melhor Álbum de Pop Contemporâneo Brasileiro                    | "Dancê"                         | Venceu    |
| 2016 | 27º Prêmio da Música Brasileira       | Projeto Visual                                                  | "Dancê" por Tereza Bettinardi   | Venceu    |
| 2023 | Grammy Latino                         | Melhor Álbum de Rock ou Música Alternativa em Língua Portuguesa | Habilidades Extraordinárias     | Indicado  |